# Monographos fuckelii
Monographos fuckelii är en svampart som beskrevs av L. Holm & K. Holm 1978. Monographos fuckelii ingår i släktet Monographos, ordningen Capnodiales, klassen Dothideomycetes, divisionen sporsäcksvampar och riket svampar.   Inga underarter finns listade i Catalogue of Life.